# Čardak Lazarević à Prijevor
Le čardak Lazarević à Prijevor (en serbe cyrillique : Кућа Радовановића у Миоковцима ; en serbe latin : Kuća Radovanovića u Miokovcima) se trouve à Prijevor, sur le territoire de la ville de Čačak et dans le district de Moravica, en Serbie. Il est inscrit sur la liste des monuments culturels protégés de la république de Serbie (identifiant no SK 532),,.

## Présentation
Le čardak (tchardak) a été construit dans la première moitié du XIXe siècle pour accueillir des hôtes ou organiser des fêtes familiales.
Construit sur un terrain plat, le bâtiment est constitué d'un rez-de-chaussée en pierres grossièrement taillées et d'un doksat (sorte de galerie-terrasse) ouvrant deux pièces à l'étage ; cet étage est constitué d'un treillage en roseaux recouvert d'un mélange de boue et de paille. Le toit à quatre pans est recouvert de tuiles.
Des travaux de conservation et de restauration ont été effectués sur l'édifice en 1977, comprenant notamment la reconstruction du doksat ; en revanche, l'absence d'entretien, les tremblements de terre de 2007 et 2010 et les fortes pluies de 2014 ont ruiné le tchardak.